# Javier Güemez
Javier Güemez López (ur. 17 października 1991 w Culiacán) – meksykański piłkarz występujący na pozycji defensywnego lub środkowego pomocnika, reprezentant Meksyku, od 2025 roku zawodnik Santosu Laguna.

## Kariera klubowa
Güemez pochodzi z miasta Culiacán w stanie Sinaloa i jest wychowankiem tamtejszego klubu Dorados de Sinaloa. Do seniorskiej drużyny, występującej wówczas w drugiej lidze, został włączony jako osiemnastolatek i szybko wywalczył sobie miejsce w wyjściowej jedenastce. W jesiennym sezonie Apertura 2012, będąc kluczowym graczem drugiej linii, dotarł ze swoją ekipą do finału rozgrywek Ascenso MX oraz zdobył z nią puchar Meksyku – Copa MX. W lipcu 2013 przeszedł do pierwszoligowego zespołu Club Tijuana, w ramach współpracy pomiędzy obydwoma klubami (posiadającymi wspólnego właściciela – Grupo Caliente). W Liga MX zadebiutował za kadencji argentyńskiego szkoleniowca Jorge Almiróna, 9 sierpnia 2013 w wygranym 2:0 spotkaniu z Pumas UNAM i od razu został podstawowym piłkarzem drużyny. Premierowego gola w pierwszej lidze strzelił natomiast 31 sierpnia tego samego roku w przegranej 1:3 konfrontacji z Chiapas, zaś ogółem barwy Tijuany reprezentował bez większych sukcesów przez dwa lata jako jeden z lepszych pomocników w lidze.
Latem 2015 Güemez za sumę trzech milionów dolarów przeszedł do krajowego giganta – zespołu Club América ze stołecznego miasta Meksyk. Jeszcze w tym samym roku zajął z nią drugie miejsce w krajowym superpucharze – Campeón de Campeones, będąc jednym z ważniejszych graczy ekipy, jednak w grudniu 2015 w jednym z meczów doznał złamania kości piszczelowej w lewej nodze. Wskutek tej kontuzji musiał pauzować przez kolejne pół roku, przez co ominął go występ na Klubowych Mistrzostwach Świata, gdzie jego zespół zajął piąte miejsce. Pod jego nieobecność, w 2016 roku, América triumfowała również w najbardziej prestiżowych rozgrywkach Ameryki Północnej – Lidze Mistrzów CONCACAF.
| Sezon     | Klub                  | Kraj   | Rozgrywki        | Mecze | Bramki |
| --------- | --------------------- | ------ | ---------------- | ----- | ------ |
| 2007/2008 | Dorados Mazatlán      | Meksyk | Segunda División | 3     | 0      |
| 2008/2009 | Dorados de Los Mochis | Meksyk | Segunda División | 27    | 2      |
| 2009/2010 | Dorados de Los Mochis | Meksyk | Segunda División | 27    | 3      |
| 2010/2011 | Dorados de Sinaloa    | Meksyk | Ascenso MX       | 18    | 1      |
| 2011/2012 | Dorados de Sinaloa    | Meksyk | Ascenso MX       | 22    | 0      |
| 2012/2013 | Dorados de Sinaloa    | Meksyk | Ascenso MX       | 26    | 0      |
| 2013/2014 | Club Tijuana          | Meksyk | Liga MX          | 31    | 2      |
| 2014/2015 | Club Tijuana          | Meksyk | Liga MX          | 34    | 0      |
| 2015/2016 | Club América          | Meksyk | Liga MX          | 17    | 0      |
| 2016/2017 | Club América          | Meksyk | Liga MX          |       |        |

## Kariera reprezentacyjna
W seniorskiej reprezentacji Meksyku Güemez zadebiutował za kadencji selekcjonera Miguela Herrery, 9 października 2014 w wygranym 2:0 meczu towarzyskim z Hondurasem. Rok później został powołany do rezerwowej kadry narodowej na rozgrywany w Chile turniej Copa América. Tam miał niepodważalne miejsce w wyjściowym składzie, rozgrywając wszystkie trzy spotkania w pełnym wymiarze czasowym, jednak Meksykanie odpadli z turnieju już w fazie grupowej.